# Bärengrund (Schonwald)
Koordinaten: 48° 55′ 39,1″ N, 8° 36′ 18″ O
Das Gebiet Bärengrund ist ein mit Verordnung vom 28. Mai 2001 durch die Körperschaftsforstdirektion Freiburg ausgewiesener Schonwald (Schutzgebiet-Nummer 200395) in Baden-Württemberg.

## Lage und Beschreibung
Das Schutzgebiet befindet sich südwestlich von Kämpfelbach. Es liegt im Gemeindewald Remchingen und umfasst die Abteilung 12 (ganz) und einen Teil der Abteilung 13 des Distriktes X „Frauenwald und Bärengrund“.
Im Norden grenzt der Schonwald an das Landschaftsschutzgebiet Remchingen-Mittleres Pfinztal und im Süden grenzt der Schonwald an das FFH-Gebiet Pfinzgau Ost

## Kenndaten
Bei der Landesanstalt für Umwelt Baden-Württemberg ist der Bärengrund als Biotop mit dem Namen „Bann- und Schonwald "Bärengrund" - Altholz“ und der Nr. 270172360069 registriert und nach dem Bundesnaturschutzgesetz geschützt.

## Vegetation
Im Schonwald kommen laut Waldbiotopkartierung die folgenden Arten vor:
Feldahorn, Berg-Ahorn, Buschwindröschen, Aronstab, Wald-Frauenfarn, Fieder-Zwenke, Wald-Zwenke, Blaugrüne Segge, Berg-Segge,
Wald-Segge, Gemeine Hainbuche, Rotes Waldvöglein, Maiglöckchen, Roter Hartriegel, Zweigriffeliger Weißdorn, Wald-Knäuelgras,
Echter Seidelbast, Rasen-Schmiele, Drahtschmiele, Echter Wurmfarn, Rotbuche, Wald-Schwingel, Wald-Erdbeere, Gemeine Esche,
Wald-Labkraut, Ruprechtskraut, Echte Nelkenwurz, Gemeiner Efeu, Stinkende Nieswurz, Echtes Johanniskraut, Schönes Johanniskraut,
Fichtenspargel, Kleines Springkraut, Europäische Lärche, Schwärzende Platterbse, Gewöhnlicher Liguster, Weißliche Hainsimse,
Behaarte Hainsimse, Wiesen-Wachtelweizen, Wald-Flattergras, Vogel-Nestwurz, Sommerwurzen, Wald-Sauerklee, Gemeine Fichte,
Waldkiefer, Erdbeer-Fingerkraut, Hohe Schlüsselblume, Vogelkirsche, Schlehdorn, Gewöhnliche Douglasie,
Traubeneiche, Feld-Rose, Himbeere, Brombeeren, Wald-Sanikel, Knotige Braunwurz, Vogelbeere, Elsbeere, Echter Ehrenpreis,
Vogel-Wicke, Wald-Veilchen, Hohltaube, Buntspecht, Mittelspecht, Schwarzspecht, Pirol.

## Schutzzweck
Der Schutzzweck des Schonwalds ist gemäß Schutzgebietsverordnung
- die Pflege und möglichst langfristige Erhaltung strukturreicher Buchen-Eichen-Wälder im Pfinzgau die aus ehemaliger Mittelwaldbewirtschaftung hervorgegangen sind;
- die Erhaltung und Pflege dieser Buchen-Eichen-Wälder als Lebensraum zahlreicher seltener Tier- und Pflanzenarten;
- die späte Verjüngung der Althölzer unter Erhaltung der heutigen Baumartenvielfalt;
- die langfristige Überführung der Nadelbaumbestände in standortstypische Buchenwälder.

## Betreuung
Wissenschaftlich betreut wird der Schonwald durch die Forstliche Versuchs- und Forschungsanstalt Baden-Württemberg (BVA).